# Championnat National 2008-2009 (Algeria)
Il Campionato algerino di calcio 2008-09 è stato il 47º campionato algerino di calcio. Cominciato il 7 agosto, è terminato l'8 giugno.

## Squadre partecipanti
| Società               | Città              | Stadio                      |
| --------------------- | ------------------ | --------------------------- |
| AS Khroub             | El Khroub          | Abed Hamdani Stadium        |
| ASO Chlef             | Chlef              | Boumezrag Mohamed Stadium   |
| CA Bordj Bou Arreridj | Bordj Bou Arreridj | Stade 20 Août 1955          |
| CR Belouizdad         | Algeri             | Stade 20 Août 1955          |
| ES Sétif              | Sétif              | Stade 8 Mai 1945            |
| JS Kabylie            | Tizi Ouzou         | Stade 1er Novembre          |
| JSM Béjaïa            | Bugia              | Stade de l'Unité Maghrébine |
| MC Alger              | Algeri             | Stade 5 Juillet 1962        |
| MC El Eulma           | El Eulma           | Stade Messaoud Zougar       |
| MC Saïda              | Saida              | Stade 13 Avril 1958         |
| MSP Batna             | Batna              | Stade 1er Novembre          |
| NA Hussein Dey        | Algeri             | Stade Frères Zioui          |
| RC Kouba              | Kouba              | Stade Omar Benhaddad        |
| USM Alger             | Algeri             | Omar Hammadi Stadium        |
| USM Annaba            | Annaba             | Stade 19 Mai 1956           |
| USM Blida             | Blida              | Stade Mustapha Tchaker      |
| USM El Harrach        | Algeri             | Stade 1er Novembre          |

## Classifica finale
|  |     | Classifica finale 2008-2009 | Pti | G  | V  | N  | P  | GF | GS | DR  |
|  | --- | --------------------------- | --- | -- | -- | -- | -- | -- | -- | --- |
|  | 1.  | ES Sétif                    | 62  | 32 | 18 | 8  | 6  | 52 | 25 | +27 |
|  | 2.  | JS Kabylie                  | 59  | 32 | 15 | 14 | 3  | 38 | 19 | +19 |
|  | 3.  | JSM Béjaïa                  | 53  | 32 | 15 | 8  | 9  | 33 | 20 | +13 |
|  | 4.  | CR Belouizdad               | 50  | 32 | 15 | 5  | 12 | 33 | 27 | +6  |
|  | 5.  | MC Alger                    | 49  | 32 | 13 | 10 | 9  | 40 | 38 | +2  |
|  | 6.  | USM Alger                   | 48  | 32 | 13 | 9  | 10 | 38 | 31 | +7  |
|  | 7.  | CA Bordj Bou Arreridj       | 48  | 32 | 14 | 7  | 11 | 34 | 33 | +1  |
|  | 8.  | MC El Eulma                 | 46  | 32 | 13 | 7  | 12 | 37 | 35 | +2  |
|  | 9.  | ASO Chlef                   | 44  | 32 | 11 | 11 | 10 | 40 | 43 | -3  |
|  | 10. | USM Annaba                  | 41  | 32 | 11 | 8  | 13 | 31 | 34 | -3  |
|  | 11. | USM El Harrach              | 40  | 32 | 10 | 10 | 12 | 36 | 40 | -4  |
|  | 12. | AS Khroub                   | 39  | 32 | 9  | 12 | 11 | 30 | 37 | -7  |
|  | 13. | NA Hussein Day              | 39  | 32 | 10 | 9  | 13 | 28 | 35 | -7  |
|  | 14. | MSP Batna                   | 38  | 32 | 10 | 8  | 14 | 26 | 35 | -9  |
|  | 15. | USM Blida                   | 33  | 32 | 8  | 9  | 15 | 23 | 31 | -8  |
|  | 16. | MC Saïda                    | 29  | 32 | 7  | 8  | 17 | 25 | 40 | -15 |
|  | 17. | RC Kouba                    | 23  | 32 | 6  | 5  | 21 | 23 | 44 | -21 |

### Verdetti
- ES Sétif campione d'Algeria 2008-2009 e qualificato in Champions League 2010.
- JS Kabilyr qualificata in Champions League 2010.
- JSM Béjaïa e CR Belouizdad qualificate in Coppa della Confederazione CAF 2010.
- MC Saïda e RC Kouba retrocesse in Seconda Divisione algerina 2009-2010.

Mohamed Messaoud (ASO Chlef) campione dei marcatori (18 reti).